# Pseudochironomus pseudoviridis
Pseudochironomus pseudoviridis е вид насекомо от разред Двукрили (Diptera), семейство Хирономидни (Chironomidae).